# أرماندو غاريدو دوس سانتوس
أرماندو غاريدو دوس سانتوس هو لاعب كرة قدم برازيلي، ولد في 17 يونيو 1986 في Luís Domingues ‏ في البرازيل. لعب مع Santos Futebol Clube (AP) ‏.

## وصلات خارجية
- أرماندو غاريدو دوس سانتوس على موقع قاعدة بيانات كرة القدم.إي يو (الإنجليزية)
- أرماندو غاريدو دوس سانتوس على موقع Soccerway.com (الإنجليزية)